# Zapasy na Letnich Igrzyskach Olimpijskich 1968 – kategoria do 97 kg w stylu klasycznym
Zmagania mężczyzn do 97 kg to jedna z ośmiu męskich konkurencji w zapasach w stylu klasycznym rozgrywanych podczas Letnich Igrzysk Olimpijskich 1968. Pojedynki w tej kategorii wagowej odbyły się w dniach 23 – 26 października.
Punktacja opierała się na systemie "złych punktów karnych". Zwycięzca otrzymywał zero punktów za wygraną przez "tusz" (łopatki) lub dyskwalifikację; pół punktu za przewagę techniczną, a jeden za zwycięstwo na punkty. Dwa punkty przyznawano za remis, a dwa i pół za remis i pasywność. Za porażkę na punkty zawodnik otrzymywał trzy punkty. Przegrana przez przewagę techniczną skutkowała 3,5 punktami karnymi, a za łopatki lub dyskwalifikację przyznawano 4 punkty karne. Uzyskanie sześciu lub więcej punktów eliminowało zapaśnika z turnieju. Najlepsza trójka walczyła w rundzie finałowej. 

## Klasyfikacja[1]
| Pozycja | Nazwisko           | Kraj              |
| ------- | ------------------ | ----------------- |
| 1       | Bojan Radew        | Bułgaria          |
| 2       | Nikołaj Jakowienko | ZSRR              |
| 3       | Nicolae Martinescu | Rumunia           |
| 4       | Per Svensson       | Szwecja           |
| 5       | Tore Hem           | Norwegia          |
| 6       | Caj Malmberg       | Finlandia         |
| 6       | Wacław Orłowski    | Polska            |
| 6       | Peter Jutzeler     | Szwajcaria        |
| 9       | Takeshi Nagao      | Japonia           |
| 10      | Ferenc Kiss        | Węgry             |
| 11      | Daniel Verník      | Argentyna         |
| 12      | Henk Schenk        | Stany Zjednoczone |
| 13      | Jürgen Klinge      | NRD               |
| 13      | Heinz Kiehl        | RFN               |
| 15      | Ed Millard         | Kanada            |
| 15      | Gürbüz Lü          | Turcja            |

## Wyniki

### Pierwsza runda[2]
| Zwycięzca          | Punkty karne | Wynik           | Przegrany       | Punkty karne |
| ------------------ | ------------ | --------------- | --------------- | ------------ |
| Bojan Radew        | 0            | Dyskwalifikacja | Henk Schenk     | 4            |
| Peter Jutzeler     | 0            | Łopatki         | Gürbüz Lü       | 4            |
| Jürgen Klinge      | 4            | DQ obustronna   | Ferenc Kiss     | 4            |
| Nicolae Martinescu | 0            | Łopatki         | Heinz Kiehl     | 4            |
| Tore Hem           | 1            | Na punkty       | Caj Malmberg    | 3            |
| Daniel Verník      | 2            | Remis           | Per Svensson    | 2            |
| Takeshi Nagao      | 0            | Dyskwalifikacja | Ed Millard      | 4            |
| Nikołaj Jakowienko | 1            | Na punkty       | Wacław Orłowski | 3            |

### Druga runda[3]
| Zwycięzca          | Punkty karne | Wynik           | Przegrany      | Punkty karne |
| ------------------ | ------------ | --------------- | -------------- | ------------ |
| Henk Schenk        | 2,5          | Remis           | Peter Jutzeler | 6,5          |
| Bojan Radew        | 0            | Dyskwalifikacja | Gürbüz Lü      | 8            |
| Nicolae Martinescu | 1            | Na punkty       | Jürgen Klinge  | 7            |
| Ferenc Kiss        | 5            | Na punkty       | Heinz Kiehl    | 7            |
| Caj Malmberg       | 3            | Łopatki         | Daniel Verník  | 6            |
| Tore Hem           | 3            | Remis           | Per Svensson   | 4            |
| Nikołaj Jakowienko | 1            | Łopatki         | Ed Millard     | 8            |
| Wacław Orłowski    | 3            | Łopatki         | Takeshi Nagao  | 4            |

### Trzecia runda[4]
| Zwycięzca          | Punkty karne | Wynik     | Przegrany       | Punkty karne |
| ------------------ | ------------ | --------- | --------------- | ------------ |
| Bojan Radew        | 0,5          | Przewaga  | Peter Jutzeler  | 6            |
| Nicolae Martinescu | 1            | Łopatki   | Ferenc Kiss     | 9            |
| Per Svensson       | 5            | Na punkty | Caj Malmberg    | 6            |
| Tore Hem           | 4            | Na punkty | Wacław Orłowski | 6            |
| Nikołaj Jakowienko | 1            | Łopatki   | Takeshi Nagao   | 8            |

### Czwarta runda[5]
| Zwycięzca          | Punkty karne | Wynik     | Przegrany          | Punkty karne |
| ------------------ | ------------ | --------- | ------------------ | ------------ |
| Per Svensson       | 6            | Na punkty | Nicolae Martinescu | 4            |
| Bojan Radew        | 0,5          | Łopatki   | Tore Hem           | 8            |
| Nikołaj Jakowienko | 1            | Bez walki |                    |              |

### Runda finałowa
| Zwycięzca          | Punkty karne | Wynik     | Przegrany          | Punkty karne |
| ------------------ | ------------ | --------- | ------------------ | ------------ |
| Bojan Radew        | 2,5          | Remis     | Nikołaj Jakowienko | 2,5          |
| Nikołaj Jakowienko | 3,5          | Na punkty | Nicolae Martinescu | 3            |
| Bojan Radew        | 2,5          | Łopatki   | Nicolae Martinescu | 7            |